# Balta reticulata
Balta reticulata es una especie de cucaracha del género Balta, familia Ectobiidae.

## Distribución
Esta especie se encuentra en India, Tailandia y Singapur.